# Стефан Попов (офицер)
Вижте пояснителната страница за други личности с името Стефан Попов.
Стефан Иванов Попов е български офицер, генерал-лейтенант.

## Биография
Роден е на 24 март 1943 г. в пловдивското село Долни Воден, сега част от Асеновград. През 1966 г. завършва Висшето народно военновъздушно училище „Георги Бенковски“ в Долна Митрополия и е първенец на випуска. През 1976 г. завършва Военновъздушната академия „Юрий Гагарин“. Учи и във Военната академия „Климент Ворошилов“ в Москва. Между 1979 и 1983 г. е командир на деветнадесети изтребителен авиополк, базиран на летище Граф Игнатиево. Бил е командир на втора дивизия ПВО, заместник-командващ ПВО и ВВС (1993), както и заместник-началник на Генералния щаб на българската армия по авиацията. На 3 май 1996 г. е удостоен със звание генерал-лейтенант. На 26 юни 1996 г. е освободен от длъжността заместник-командващ Военновъздушните сили и назначен за заместник-началник на Генералния щаб на Българската армия по Военновъздушните сили. На 22 юли 1997 г. е освободен от длъжността заместник-началник на Гл. щаб на БА по Военновъздушните сили и назначен за началник на Гл. щаб на Военновъздушните сили и командващ Военновъздушните сили. На 24 август 1998 г. е освободен от длъжността началник на Главния щаб на Военновъздушните сили и командващ Военновъздушните сили и назначен за началник на Главния щаб на Военновъздушните сили, считано от 1 септември 1998 г. На 7 юли 2000 г. е удостоен с висше военно звание генерал-лейтенант. На 2 април 2002 г. е освободен от длъжността началник на Главния щаб на Военновъздушните сили и от кадрова военна служба. Снет от запас през 2006 г.

## Образование
- Висше народно военновъздушно училище „Георги Бенковски“ – до 1966
- Военновъздушната академия „Юрий Гагарин“ – до 1976
- Академия на Генералния щаб на армията на СССР

## Военни звания
- Лейтенант – (1966)
- Генерал-лейтенант – (3 май 1996) (2 звезди)
- Генерал-лейтенант – (7 юли 2000) (3 звезди)